# Susan L. Still
Pour les articles homonymes, voir Still.
Susan Leigh Still Kilrain, née le 24 octobre 1961 à Augusta en Géorgie, est une astronaute américaine.

## Biographie
Elle est née à Augusta, en Géorgie, elle est la fille de Joseph Still et de Jean Ann Batho, elle a neuf frères et sœurs. Son père était un chirurgien qui a fondé et dirigé le Joseph M. Still Burn Center à Augusta, en Géorgie.
Kilrain est diplômée de l'École Colline Noyer à Natick, dans le Massachusetts en 1979. Elle est diplômée de l'Embry-Riddle Aeronautical University en 1982 avec un diplôme en génie aéronautique et a obtenu une maîtrise en sciences en génie aérospatial au Georgia Institute of Technology en 1985.
Après ses études, elle a travaillé comme chef de projet pour Lockheed à Marietta, en Géorgie. Elle s'est engagée dans l'US Navy en 1985 et a été enrôlée comme aviateur naval en 1987. Elle a été choisie pour être instructeur de vol du Douglas A-4 Skyhawk et du Grumman EA-6 Prowler dans l'escadron tactique de guerre électronique à Key West, en Floride.
Après avoir terminé l'école navale américaine de pilote d'essai chez NAS Patuxent, dans le Maryland, elle a fait partie de l'escadron de chasse 101 (VF-101) à Virginia Beach, en Virginie, et dans une formation de Grumman F-14 Tomcat. Elle a enregistré plus de 3000 heures de vol avec plus de 30 avions différents.
Elle a été engagée au Centre spatial Johnson en tant que candidate Astronaute en mars 1995. Après une année de formation, elle a travaillé sur les problèmes techniques à la Direction générale des Opérations du Bureau des astronautes. Elle a également servi comme communicateur dans le contrôle de mission (CAPCOM) durant le lancement et l'entrée pour de nombreuses missions. Elle a enregistré plus de 900 heures dans l'espace. Elle a volé comme pilote dans la mission STS-83 (du 4 avril au 8 avril, 1997) et STS-94 (du 1er juillet au 17 juillet 1997).
Elle a travaillé ensuite au Bureau des affaires législatives au siège de la NASA, Washington DC . Elle a quitté le Bureau des astronautes en décembre 2002 et l'US Navy en 2005.
Elle est mariée à Colin Kilrain, qui est actuellement vice-amiral dans la Navy et attaché militaire au Mexique. Elle et son mari ont quatre enfants et résident à Virginia Beach, en Virginie. Elle est active en tant que conférencière, représentante dans les écoles et dans les universités. Son message principal est "Live Your Dream" - n'importe qui peut devenir un astronaute.

## Vols réalisés
- Columbia STS-83 4 avril 1997
- Columbia STS-94 1er juillet 1997. Ce second vol fut une réédition du premier, qui avait été écourté à cause d'un problème sur l'une des piles à combustible de la navette.